# Вплив пандемії COVID-19 на політику

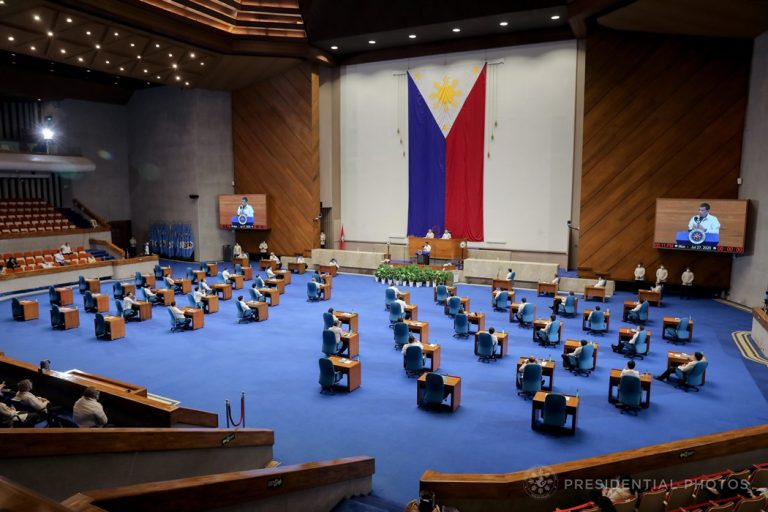
Заходи соціального дистанціювання, які проводилися під час звернення президента Родріго Дутерте до народу у 2020 році під час пандемії COVID-19 на Філіппінах.

Пандемія коронавірусної хвороби 2019 спричинила серйозний вплив на політичну діяльність у всьому світі. Пандемія вплинула на урядові та політичні системи багатьох країн, спричинивши призупинення законодавчої діяльності, ізоляцію або смерть багатьох політиків, та перенесення виборів у зв'язку з імовірністю пришвидшення поширення хвороби. Пандемія спричинила також широкі дебати щодо політичних питань, таких як відносні переваги демократії та автократії, як держави реагують на кризові ситуації, спричинила виникнення політизації переконань щодо самої хвороби, та обговорення адекватності існуючих рамок міжнародного співробітництва. Крім того, у деяких випадках пандемія кинула кілька викликів демократії, що призвело до підриву та шкоди демократичним устроям суспільства.

## Загальний вплив

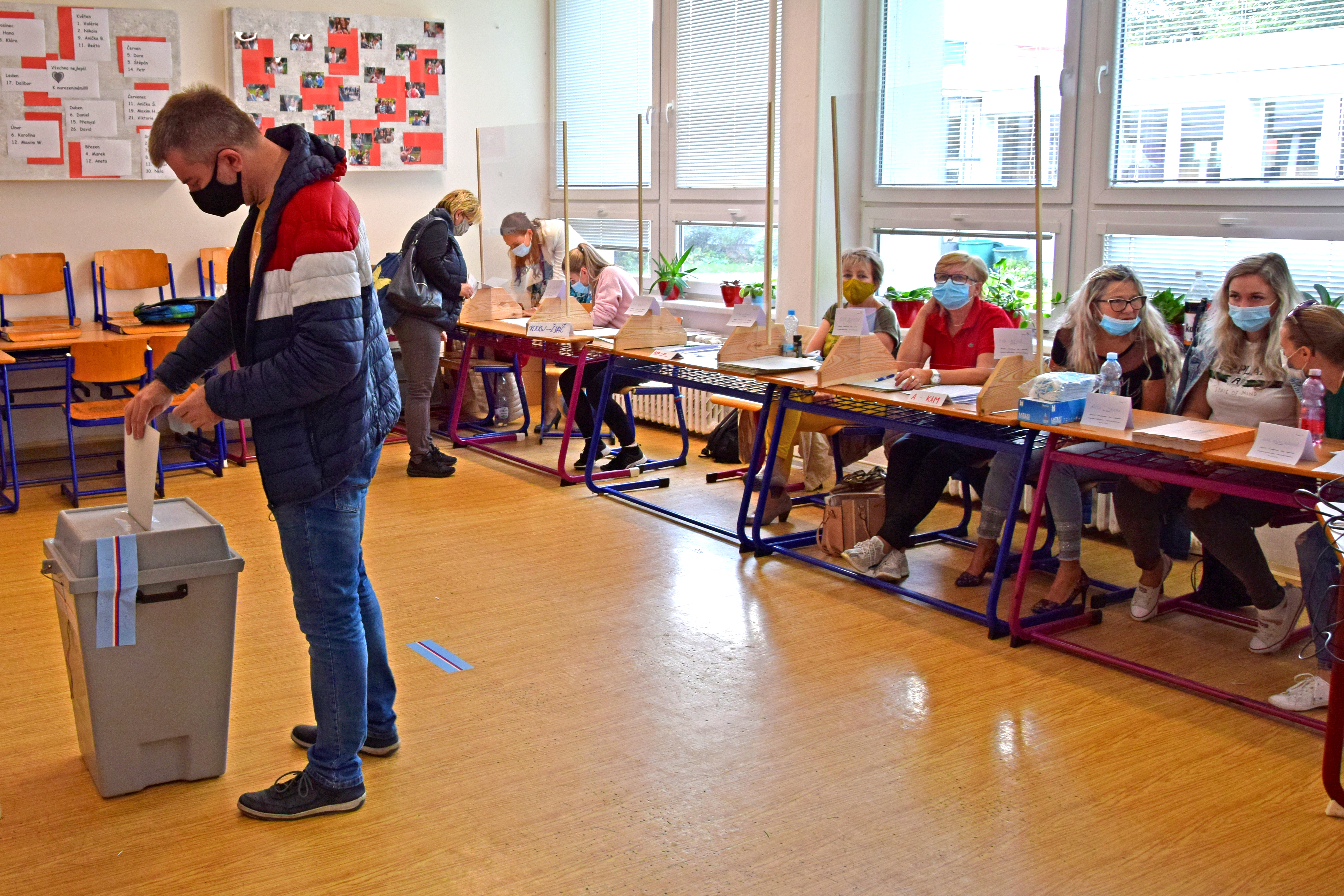
Запобіжні заходи проти коронавірусної хвороби під час регіональних виборів у Чехії 2020 року

### Популярність лідерів
Є докази того, що пандемія спочатку спричинила в багатьох країнах ефект «гуртування навколо прапора», причому рейтинг схвалення уряду між квітнем і липнем 2020 року зріс в Італії (+27 процентних пунктів), Німеччині (+11), Франції (+11) і Великій Британії. Це короткострокове зростання з часом стало менш вираженим, рейтинг схвалення часто змінювався через те, як кожна країна впоралася з пандемією; наприклад, у Великій Британії рейтинг схвалення знизився з 51 % у березні 2020 року до 41 % у липні 2021 року, тоді як у Франції за цей же період цей показник зріс з 27 % до 35 %.
У США схвалення президента Дональда Трампа впало на 6 пунктів, тоді як у губернаторів штатів схвалення зросло, зокрема зафіксовано підвищення на 55 пунктів для губернатора штату Нью-Йорк Ендрю Куомо, на 31 пункт для губернатора Північної Кароліни Роя Купера та на 30 пунктів для губернатора штату Мічиган Ґретхен Вітмер. Огляд опитувань до та за місяць після пандемії свідчить про те, що чинні уряди в усьому світі збільшували в середньому на 4,7 % свою підтримку, оскільки почався ефект «гуртування навколо прапора», а уряди, які пішли на переобрання під час пандемії здебільшого зберігали зазначене покращення підтримки аж до обрання.
В Ізраїлі коронавірусна хвороба розпочала швидко поширюватися після виборів у березні 2020 року. Чинний прем'єр-міністр Беньямін Нетаньягу не отримав достатньо місць для створення коаліції, і президентський мандат на формування коаліції отримав його суперник Бені Ґанц. Однак заходи боротьби з поширенням хвороби уряду Нетаньягу призвела до того, що його партія Лікуд досягла піку громадської підтримки (41-43 пункти під час першої хвилі пандемії у квітні-травні 2020 року), що підштовхнуло Ґанца попросити президента Ізраїлю передати мандат Нетаньяху, щоб останній міг сформувати і очолити новий уряд.

### Надзвичайний стан
Щонайменше у 84 країнах запроваджено надзвичайний стан унаслідок поширення хвороби, що викликало побоювання щодо зловживання владою. Організація «Репортери без кордонів» стверджувала, що внаслідок цього свободу преси обмежили 38 країн. Інші приклади включають заборону масових протестів, відкладення виборів або їх проведення, коли опозиція не може ефективно проводити кампанію, вибіркове застосування правил карантину щодо політичних опонентів, надання допомоги політичним прихильникам або зроблення козлом відпущення представника опозиції. Багато країн також запровадили широкомасштабні програми спостереження для відстеження контактів, що викликало занепокоєння щодо їх впливу на конфіденційність.

### Права і свободи людини
Незважаючи на те, що надзвичайні повноваження, запроваджені урядами з метою зупинити поширення пандемії, були зроблені в інтересах захисту громадського здоров'я та мінімізації ризику для економіки країн і життєво необхідних галузей, таких як охорона здоров'я, вони ненавмисно призвели до занепокоєння щодо прав людини та громадянських свобод. Реакція уряду на Філіппінах призвела до звинувачень урядових сил у насильницьких затриманнях, нападах і навіть вбивствах громадян, які порушували закони щодо карантинних обмежень. Жорстокі сутички між громадянами та озброєними представниками влади також спостерігалися в таких країнах, як Греція, Сполучені Штати Америки та Німеччина.
Права людини та громадянські свободи також опинилися під загрозою унаслідок застосування технологій цифрового стеження з боку кількох урядів, що призвело до занепокоєння щодо прав людини на приватне життя, свободу, вираження думок та вступу до об'єднань за інтересами. Уряд Еквадору запровадив нову систему відстеження GPS без відповідного законодавства про обробку даних, залишаючи дані користувачів відкритими та незахищеними. У Південній Кореї органи охорони здоров'я запустили додаток відстеження та пересування, який просив користувачів розкривати особисту інформацію, що викликало занепокоєння як щодо конфіденційності, так і щодо потенційної дискримінації. Крім того, під час пандемії велика кількість урядів країн обмежили право на свободу пересування, а 186 країн ухвалили запровадження обмеження на перетин кордону. У зв'язку з усіма перерахованими причинами триваюча дискримінація, з якою стикаються, зокрема, меншини, також є основною причиною соціально-економічних факторів, які вплинули на свободи та права найбільш уразливих верств населення.

### Демократія
Згідно зі звітом Freedom House за 2020 рік, «пандемія COVID-19 спричинила кризу для демократії в усьому світі». Пандемія COVID-19 відкрила прогалини в демократичних засобах дії, переважно через серйозні практичні та матеріально-технічні збої, спричинені пандемією і подальшими карантинними обмеженнями. По всьому світу уряди не мали іншого вибору, окрім як призупинити, скасувати або відкласти численні демократичні вибори як на національному, так і на місцевому рівні. У звіті «Freedom House» за 2020 рік також висвітлено різноманітні реакції, пов'язані з неправильною поведінкою уряду під час пандемії всупереч інтересам громадян, зокрема, заперечення існування COVID-19 у Туркменістані та Нікарагуа та пропаганда небезпечних або недоведених методів лікування в Бразилії і Танзанії. Ці порушення також пов'язано з факторами, які послабились під час пандемії, зокрема захист від зловживань владою, захист вразливих груп, прозорість і боротьба з корупцією, вільні засоби масової інформації та вираження думок, а також вибори, які заслуговують на довіру. На думку видання «Newsweek», оскільки уряди були наділені безпрецедентними повноваженнями щодо захисту здоров'я громадян, навіть найсильніші демократії не змогли захистити себе від зловживання владою. Стаття в журналі «Democratic Theory» коментує, що побічний ефект COVID-19 матиме «довгостроковий вплив на усталені демократії в усьому світі». Частиною цього довгострокового ефекту є зростання поширеності демократичного відступу; хоча пропорційні відповіді на пандемію у всьому світі необхідні, надмірні заходи під дією зловживань викликають занепокоєння, що демократія занепадає в усьому світі, а не лише в країнах, де вона вже нестабільна.

### Свобода ЗМІ
Свобода засобів масової інформації також зазнала значного впливу в багатьох формах під час пандемії COVID-19. З поширенням хвороби та подальшими урядовими заходами, спрямованими на стримування заворушень у багатьох країнах, уряди багатьох країн запровадили нові обмеження на засоби масової інформації, щоб спробувати запобігти поширенню дезінформації, поганому представленню урядів та їхніх країн, та у багатьох випадках від витоку в зовнішній світ дійсної інформації про перебіг епідемії.
Уряд Китаю намагався контролювати опис поширення епідемії в світі відносно свого початкового небажання та неспроможності стримати початковий спалах хвороби, та піддав цензурі мільйони фрагментів контенту, що містив понад 2 тисячі ключових слів, пов'язаних із пандемією, на провідній комунікаційній платформі WeChat і платформі для трансляції в прямому ефірі YY. Крім того, такі країни, як Бангладеш і Єгипет, заблокували міжнародні новинні видання у своїх відповідних Інтернет-системах під виглядом поширення неправдивої інформації. Це позбавлення засобів масової інформації можливості критикувати уряди є порушенням свободи вираження поглядів відповідно до статті 19 Загальної декларації прав людини. Ці обмеження дозволили легше переслідувати засоби масової інформації та ув'язнювати журналістів, часто несправедливо та свавільно.

## Політичний дискурс
Абюлоф, Ле Пенне та Пу проаналізували публічний дискурс за допомогою корпусу NOW (Новини в Інтернеті) та Google Trends. Їхні висновки вказують на те, що у 2020 році в усьому світі різко зросла думка про «смерть» і «смертність». Вони також виявили, що слова, які найбільше асоціюються з цією захворюваністю з 2004 року, це «Covid» і «коронавірус», і що подібні тенденції спостерігаються в різних мовах. Вони стверджують, що це зростання зумовлене як самою пандемією, так і пандемічною політикою — політики масово підживлюють, використовують і зловживають екзистенціальною тривогою.
В іншому аналізі дискурсу промов Дональда Трампа та Жаїра Болсонару про пандемію показано, що ідеологічна поляризація є найчастішою стратегією, що свідчить про те, що політичний дискурс може бути потенційним джерелом суспільних маніпуляцій. Дослідження промов 20 голів урядів у всьому світі під час пандемії показало, що жінки частіше говорили про вплив пандемії на людину, тоді як чоловіки підкреслювали метафори війни, щоб описати пандемію COVID-19 та свою реакцію.

## Вплив на міжнародні відносини

### Європейський Союз
Прем'єр-міністр Іспанії Педро Санчес заявив, що «якщо ми зараз не запропонуємо єдину, потужну та ефективну відповідь на цю економічну кризу, то не тільки вплив буде сильнішим, але й наслідки триватимуть довше, і ми поставимо під загрозу весь європейський проєкт», а прем'єр-міністр Італії Джузеппе Конте висловився, що «весь європейський проєкт ризикує втратити сенс існування в очах наших громадян». З 4 по 19 березня 2020 року Німеччина заборонила експорт засобів індивідуального захисту, а Франція також обмежила експорт медичного обладнання, що викликало критику з боку офіційних осіб ЄС, які закликали до солідарності.Багато країн Шенгенської зони закрили свої кордони, щоб зупинити поширення хвороби.

#### Спільно випущені облігації
Дискусії щодо того, як реагувати на епідемію та її економічні наслідки, спричинили суперечки між державами-членами ЄС з Північної та Південної Європи, що нагадує дебати щодо європейської боргової кризи 2010-х років. 25 березня 9 країн ЄС — Італія, Франція, Бельгія, Греція, Португалія, Іспанія, Ірландія, Словенія та Люксембург — закликали до випуску «коронаоблігацій» (тип єврооблігацій), щоб допомогти країнам ЄС оговтатися від епідемії. У їх спільному листі зазначалось: «Доводи для такого спільного інструменту є сильними, оскільки всі ми стикаємося з симетричним зовнішнім шоком». Низка країн Європи, зокрема Німеччина, Австрія, Фінляндія та Нідерланди, виступили проти випуску спільних боргових зобов'язань, побоюючись, що їм доведеться повертати їх у разі дефолту. Натомість вони запропонували, щоб країни зверталися за кредитами до Європейського стабілізаційного механізму. Коронаоблігації обговорювалися 26 березня 2020 року на засіданні Європейської ради, яке затягнулося на 3 години довше, ніж очікувалося, внаслідок «емоційної» реакції прем'єр-міністрів Іспанії та Італії. Президент Європейської ради Шарль Мішель і голова Європейського центрального банку Крістін Лагард закликали ЄС розглянути питання про випуск спільних боргових облігацій. На відміну від європейської боргової кризи, частково спричиненої постраждалими країнами, південноєвропейські країни не спричинили пандемію коронавірусу, що усуває заклик до національної відповідальності.

### Громадянські свободи
1 квітня 2020 року 16 країн-членів Європейського Союзу виступили із заявою, в якій попередили, що деякі надзвичайні заходи, застосовані країнами під час пандемії коронавірусу, можуть підірвати принципи верховенства права та демократії. Вони заявили, що «підтримують ініціативу Європейської комісії щодо моніторингу надзвичайних заходів та їх застосування для забезпечення дотримання фундаментальних цінностей Союзу». У заяві прямо не згадується Угорщина, але оглядачі вважали, що в ній прямо йдеться про закон Угорщини, який надає великі повноваження уряду країни під час пандемії коронавірусної хвороби. Наступного дня до заяви приєднався уряд Угорщини.
30 березня 2020 року парламент Угорщини ухвалив закон про надання надзвичайних повноважень уряду кваліфікованою більшістю голосів 137 проти 53. Після підписання закону президент Угорщини Янош Адер повідомив, що дійшов висновку, що часові рамки повноваження уряду були визначеними, а сфера їх дії була обмеженою. Президент Європейської комісії Урсула фон дер Ляєн, заявила, що вона стурбована надзвичайними заходами Угорщини, і що вони повинні бути обмежені необхідними, а державний міністр з європейських питань Німеччини Міхаель Рот запропонував застосувати проти Угорщини економічні санкції.
2 квітня 2020 року керівники 13 партій-членів Європейської народної партії виступили з пропозицією виключити зі своїх членів угорську партію Фідес у зв'язку з прийняттям нового закону. У відповідь Віктор Орбан у листі на ім'я генерального секретаря EPP Антоніо Лопеса-Істуріса Вайта висловив готовність обговорювати будь-які питання, пов'язані з членством Фідес, «як тільки пандемія закінчиться». Посилаючись на пропозицію 13 провідних політиків, Орбан також заявив, що «навряд чи можу уявити, щоб у когось із нас був час для фантазій про наміри інших країн. Сьогодні це здається дорогою розкішшю». Під час відеоконференції міністрів закордонних справ країн-членів Європейського Союзу 3 квітня 2020 року міністр закордонних справ Угорщини Петер Сіярто попросив інших міністрів прочитати саме законодавство, а не його політично вмотивовані презентації в газетах, перш ніж коментувати його.

### Брекзит
Пандемія вплинула на вихід Великої Британії з Європейського Союзу, оскільки перевірку імпорту з ЄС на кордоні спочатку було відкладено до липня 2021 року, а потім знову відкладено до 2022 року в спробі пом'якшити проблеми з постачанням, спричинені пандемією. Суперечка між Європейською комісією та компанією «AstraZeneca» щодо вакцини проти COVID-19 також призвела до суперечки щодо Протоколу щодо Північної Ірландії. Низка аналітиків висловили припущення, що економічні наслідки пандемії COVID-19 у Великій Британії замаскували наслідки Брекзиту для Великої Британії.

### Молдовсько-румунська співпраця
Під час пандемії COVID-19 Румунія кілька разів підтримувала Молдову, постачаючи їй медичне обладнання та препарати, румунських волонтерських експертів і лікарів і навіть серію одиниць вакцини проти COVID-19, які прибули 27 лютого 2021 року, що дозволило Молдові розпочати свою програму вакцинації.

### Відносини Японії та Південної Кореї
Японсько-південнокорейські відносини погіршилися внаслідок пандемії. Після того, як Японія оголосила, що запроваджує карантин для всіх прибулих із Південної Кореї, південнокорейський уряд назвав цей крок «нерозумним, надмірним і вкрай сумним», і що він не міг «не поставити під сумнів, чи є у Японії інші мотиви, окрім стримування спалаху хвороби». Деякі південнокорейські засоби масової інформації висловлювали думки щодо покращення відносин з Японією внаслідок того, що Південна Корея допомогла Японії з масками. Крім того, деякі органи місцевого самоврядування в Японії, дані яких не розголошуються, також повідомили про намір придбати маски в Кореї. Коли цей факт став відомим, деякі онлайн-коментатори в Японії заявили, що вони ніколи не візьмуть маску, якщо вона походить із Кореї, навіть якщо вона буде безкоштовною, оскільки це буде публічним тиском на поступки японського уряду, якщо Південна Корея надасть маски для Японії. Однак уряд Кореї ніколи не переглядав постачання масок для Японії та висловився, що надаватиме маски лише після офіційно оприлюдненого запиту японського уряду на постачання, зокрема й масок для обличчя, відповідно до громадської думки корейського народу. Навпаки, в Японії була опублікована редакційна стаття, в якій стверджувалося, що корейський уряд повинен таємно пожертвувати медичне приладдя, наприклад маски для обличчя, а японський уряд має прийняти це невимушено.

### Китай
США розкритикували уряд Китаю за його реакцію на пандемію, яка почалася в провінції Хубей. У Бразилії конгресмен Едуарду Болсонару, син президента Жаїра Болсонару, спричинив дипломатичну суперечку з Китаєм, коли він ретвітнув повідомлення, у якому говорилося: «Провину за глобальну пандемію коронавірусу мають ім'я та прізвище: Комуністична партія Китаю». Один із чільних представників дипломатичного корпусу Китаю в Бразилії Ян Ваньмін ретвітнув повідомлення, в якому говориться: «Сім'я Болсонару є великою отрутою цієї країни».
Деякі оглядачі вважали, що державна пропаганда в Китаї просувала наратив про те, що авторитарна система Китаю унікально здатна приборкати коронавірус, і протиставляє це хаотичній реакції західних демократій. Головний представник ЄС із зовнішньої політики Жозеп Боррель сказав, що «Китай агресивно наполягає на тому, що, на відміну від США, він є відповідальним і надійним партнером».
Міністерство закордонних справ Китаю стверджувало, що за вірусом стоять військові США. Коли Австралія запропонувала провести розслідування, щоб краще зрозуміти походження пандемії та підтримати Всесвітню організацію охорони здоров'я, китайський посол пригрозив їй економічною помстою. Посольство Китаю у Франції, у свою чергу, стверджувало, що персонал французьких будинків пристарілих «за одну ніч покинув свої пости… і залишив мешканців будинків помирати від голоду та хвороб». Китайський уряд також намагався безпосередньо впливати на заяви інших урядів, щоб показати країну в більш позитивному світлі, в тому числі в Німеччині та штаті Вісконсин.
Китай надіслав допомогу до 82 країн, Всесвітньої організації охорони здоров'я та Африканського союзу, який, на думку деяких західних засобів масової інформації, «протидіє його негативному іміджу на початковій стадії пандемії». За словами наукового співробітника Корнельського університету Ян'яна Ченга «уряд Китаю намагався вивести державну владу Китаю за межі своїх кордонів і зробити Китай світовим лідером, не таким, як США, які займалися цим протягом більшої частини століття, і розподіл медичної допомоги є частиною цієї місії». Боррель попередив, що існує "геополітичний компонент, включаючи боротьбу за вплив через оборот матеріальних цінностей та «політику щедрості».
Торгівля медичними виробами між США та Китаєм також стала політично складною. Експорт масок для обличчя та іншого медичного обладнання до Китаю зі Сполучених Штатів (і багатьох інших країн), згідно зі статистичними даними «Trade Data Monitor», різко зріс у лютому 2020 року, що викликало критику з боку «Washington Post» про те, що уряд США не зміг передбачити внутрішні потреби в медичному обладнанні. Подібним чином «The Wall Street Journal», посилаючись на «Trade Data Monitor» як джерело того, що Китай є провідним постачальником багатьох ключових медичних товарів, висловив занепокоєння, що мита США на імпорт з Китаю загрожують імпорту медичних товарів у США.

### США у 2020 році
На початку березня лідери Європейського Союзу засудили рішення США обмежити поїздки з Європи до США.
США потрапили під пильну увагу офіційних осіб інших країн за ймовірне перенаправлення життєво необхідних товарів, призначених для інших країн, для власного використання.
Президент регіональної ради Гранд-Ест у Франції Жан Роттнер звинуватив США у зриві поставок масок, коли вони перекупили їх в останню хвилину. Французькі офіційні особи заявили, що американці прийшли на злітну смугу аеропорту, та запропонували в кілька разів більшу за французьку оплату, оскільки вантаж вже готувався до відправлення до Франції. Прем'єр-міністр Канади Джастін Трюдо попросив міністра громадської безпеки Білла Блера і міністра транспорту Марка Гарно розслідувати звинувачення в тому, що медичні товари, спочатку призначені для Канади, були перенаправлені до Сполучених Штатів. Німецький політик Андреас Гейзел звинуватив Сполучені Штати у вчиненні «сучасного піратства» після повідомлень про те, що 200 тисяч масок № 95, призначених для німецької поліції, були перенаправлені під час пересадки між літаками в Таїланді до Сполучених Штатів, але пізніше змінив свою заяву та уточнив, що замовлення на маски були зроблені через німецьку фірму, а не американську, як заявлялося раніше, і причиною цього розглядаються проблеми з ланцюгом поставок.
Унаслідок тестів на коронавірус губернатор штату Меріленд Ларрі Гоган попросив свою дружину Юмі Гоган, яка народилася в Південній Кореї, поговорити з послом Південної Кореї, після чого кілька південнокорейських компаній заявили, що надішлють тести в Меріленд.
2 квітня 2020 року президент Дональд Трамп застосував закон про оборонне виробництво 1950 року, щоб припинити експорт масок, вироблених компанією 3M, до Канади та Латинської Америки. Прем'єр-міністр Канади Джастін Трюдо заявив, що для обох країн було б помилкою обмежити торгівлю життєво необхідними товарами чи послугами, включаючи медичні препарати та засоби, і зазначив, що обмін товарами відбувається в обох напрямках. Уряд Канади звернувся до Китаю та інших країн за важливими медичними поставками, водночас канадський уряд прагнув конструктивної дискусії щодо цього питання з адміністрацією Трампа.
Станом на 30 грудня 2020 року 2 федеральних політики, 9 політиків штатів і 5 місцевих політиків у США померли від COVID-19.
Пандемію називають однією з основних причин поразки Трампа на президентських виборах у США 2020 року. Це пов'язано з політичними потрясіннями в США, спричиненими протиборством республіканців проти демократів через політику та процедурні питання. Різниця у поглядах на пандемію зрештою призвела до незадоволення реакцією на поширення хвороби на федеральному рівні. Наступник Трампа Джо Байден заявив, що пріоритетом номер один його адміністрації є зниження наслідків пандемії, що призвело до ухвалення пакету стимулів для економіки, який отримав назву «Американського плану порятунку».

### Всесвітня організація охорони здоров'я
Голова Всесвітньої організації охорони здоров'я Тедрос Аданом Гебреїсус заявив, що зазнав «жорсткої дискримінації» і отримав погрози вбивством і расистські образи, стверджуючи, що цей напад стався з Тайваню. Міністерство закордонних справ Тайваню висловило протест проти цього звинувачення, висловивши «сильне невдоволення та високий ступінь жалю», а також те, що тайванський народ «засуджує всі форми дискримінації та несправедливості».
7 квітня 2020 року президент США Дональд Трамп пригрозив скоротити фінансування ВООЗ. 7 липня 2020 року адміністрація Трампа оголосила, що США офіційно вийдуть із ВООЗ. 22 січня 2021 року новий президент Джо Байден знову повернув США до Всесвітньої організації охорони здоров'я.

### Організація економічного співробітництва та розвитку
Генеральний секретар ОЕСР Хосе Анхель Гурріа Тревіньо написав, що пандемія «це третій і найбільший економічний, фінансовий і соціальний шок 21-го століття, і він вимагає сучасних, глобальних зусиль, подібних до Плану Маршалла минулого століття та Нового курсу, разом узятих. COVID-19 має сильний регіональний і глобальний вплив, що вимагає диференційованого управління та політичних заходів від місцевого до міжнародного рівнів. Скоординована реакція всіх рівнів влади може звести до мінімуму невдачі в боротьбі з кризовими явищами».

### Міжнародний суд
Міжнародний суд ООН планував обговорити прикордонну суперечку між Гаяною та Венесуелою щодо території Гаяна-Ессекібо в березні 2020 року. Міжнародний суд також відклав публічні слухання щодо морських прикордонних суперечок між Сомалі та Кенією до березня 2021 року. Обидва слухання були відкладені внаслідок пандемії.

### Глобальне припинення вогню
Найімовірніше, що пандемія коронавірусної хвороби погіршила динаміку конфліктів; це також призвело до ухвалення резолюції Ради Безпеки Організації Об'єднаних Націй, що вимагає глобального припинення вогню. 23 березня 2020 року Генеральний секретар ООН Антоніу Гутерреш звернувся із закликом до глобального припинення вогню в рамках реагування ООН на пандемію COVID-19. 24 червня 2020 року 170 держав-членів ООН і спостерігачів підписали факультативну заяву на підтримку звернення, 25 червня 2020 року їх кількість зросла до 172. 1 липня 2020 року Рада Безпеки ООН прийняла резолюцію № 2532 з вимогою загального та негайного припинення бойових дій у всіх зонах, де вони відбуваються, висловлюючи підтримку зусиллям, які вживаються Генеральним секретарем та його спеціальними представниками та спеціальними посланниками з цих питань, закликаючи всі сторони збройних конфліктів негайно запровадити тривалу гуманітарну паузу щонайменше на 90 днів, і закликаючи до більшої міжнародної співпраці для боротьби з пандемією.

### НАТО
Заплановані військові навчання НАТО «Defender 2020» у Німеччині, Польщі та країнах Балтії пройшли у скороченому масштабі. Генеральний секретар Кампанії за ядерне роззброєння Кейт Гадсон розкритикувала навчання, заявивши, що «вони ставлять під загрозу життя не лише військ США та багатьох європейських країн, які беруть участь у них, але й жителів країн, у яких вони відбуваються».
Одні з найбільших військових навчань армії США в рамках НАТО в Європі за останні десятиліття «Defender-Europe 21» розпочалися в середині березня 2021 року, і тривали до червня 2021 року. Вони включали "майже одночасні операції в більш ніж 30 навчальних районах в Естонії, Болгарії, Румунії, Косово та інших країнах. Командувач армією США в Європі та Африці генерал Крістофер Каволі сказав, що «хоча ми уважно стежимо за ситуацією з COVID-19, ми довели, що маємо можливість безпечно тренуватися, незважаючи на пандемію».

### Вакцинальна дипломатія
Після того, як у грудні 2020 року почалося схвалення вакцин проти COVID-19, багато країн, які виробляли вакцини або проводили постачання вакцин, зокрема Індія та Китай, взяли на озброєння вакцинальну дипломатію.

## Вплив на політику за країною

### Аргентина
Протести в Аргентині в 2020 і 2021 роках були серією демонстрацій, які відбувалися з травня 2020 року в різних частинах країни. Причини цих протестів були різноманітними, спільною причиною їх було невдоволення послідовними подовженнями заходів ізоляції, прийнятих для стримування поширення коронавірусної хвороби. З цієї причини частина засобів масової інформації називали протести «антикарантинними». Інші гасла протестів, серед іншого, виражали опозицію до уряду, заперечення існування пандемії та вимоги більшої свободи.
Демонстрації проходили в різних частинах країни, епіцентром їх була столиця країни — місто Буенос-Айрес. Загалом учасники під час демонстрації знаходились у своїх транспортних засобах, щоб триматися на відстані від інших людей, хоча в деяких випадках учасники не дотримувалися карантинних заходів, встановлених владою.
12 серпня 2021 року в засобах масової інформації з'явилась фотографія вечірки з нагоди дня народження під час суворого карантину в липні 2020 року, яку організувала перша леді Фабіола Яньєс, де серед багатьох інших був присутній президент країни Альберто Фернандес. 13 серпня 2021 року опозиція представила офіційний імпічмент Фернандесу, вимагаючи його відсторонення за порушення обмежень.

### Бельгія
17 березня 2020 року Софі Вільмес склала присягу прем'єр-міністра Бельгії. Сім опозиційних партій пообіцяли підтримати уряд меншості Вільмес у його попередньому складі, надавши йому повноваження щодо боротьби з епідемією коронавірусної хвороби в Бельгії.

### Бразилія
Президента Бразилії Жаїра Болсонару критикували за його рішення під час епідемії. Він назвав пандемію «фантазією». Згідно з одним опитуванням, 64 % бразильців критикують рішення Болсонару під час пандемії, а 44,8 % підтримують його імпічмент, що є рекордним показником за весь час його перебування при владі. Під час промови президента про пандемію багато бразильців взяли участь у своєрідному протесті проти президента, стукаючи каструлями та сковорідками по балконах.

### Камбоджа
Прем'єр-міністру Камбоджі Гун Сену в березні 2020 року було надано більші повноваження в проєкті закону про надзвичайний стан на тлі епідемії COVID-19 у Камбоджі. Кілька правозахисних організацій розкритикували законопроєкт як крок у напрямку подальшої централізації влади та обмеження громадянських прав.

### Канада
13 березня 2020 року парламент Канади проголосував за призупинення роботи обох палат, до 20 квітня для Палати громад і до 21 квітня для Сенату. Комітети Палати громад з питань охорони здоров'я та фінансів отримали можливість проводити щотижневі віртуальні зустрічі під час пандемії.
Вибори лідерів Консервативної партії Канади, Партії зелених Британської Колумбії, Ліберальної партії Квебеку та Квебекської партії були відкладені.
1 грудня 2020 року федеральний уряд Канади повідомив про плани виділення 100 мільярдів доларів США для стимулювання економіки країни після пандемії. Це найбільший пакет економічної допомоги з часів Другої світової війни, і він становитиме приблизно 3-4 % ВВП Канади, та доведе дефіцит бюджету країни до 381,6 мільярда доларів.
7 січня канадський уряд запровадив як обов'язкову вимогу для в'їзду до Канади надання перед поїздкою негативного тесту на COVID-19. Цей тест запровадили, щоб спробувати запобігти проникненню в країну нових штамів COVID-19. Цей захід мав продовжити обмеження на в'їзд, запроваджені з 26 березня 2020 року, згідно з якими встановлювалась обов'язкова ізоляція після в'їзду в Канаду, за винятком випадків, коли особа прибула із США.

### Китай
Кілька провінційних керівників Комуністичної партії Китаю були звільнені внаслідок того, що вони керували карантинними заходами в центральному Китаї. Низка експертів вважали, що це, ймовірно, було зроблено для захисту генерального секретаря Комуністичної партії Сі Цзіньпіна від гніву людей через спалах коронавірусної хвороби. Кілька країн використовували епідемію для налагодження політичних стосунків з Китаєм, і їх звинуватили в тому, що ці країни, зокрема Камбоджа, ставили політику вище здоров'я. Існуюча напруга між США та Китаєм, імовірно, затримали скоординовані зусилля по боротьбі зі спалахом в Ухані.
Політолог Віктор Ши зазначив, що певні особливості COVID-19 імовірно змусили Сі Цзіньпіна до більш рішучих дій на початку пандемії. По-перше, COVID-19 вразив переважно міських жителів у густонаселених великих містах, де жили чиновники та більшість функціонерів комуністичної партії середнього рівня. По-друге, COVID-19 поширювався настільки швидко й легко, що влада була змушена діяти, інакше ризикувала повністю втратити контроль над поширенням хвороби.
Низка видань, зокрема «Politico», «Foreign Policy» та «Bloomberg», повідомили, що намагання Китаю надіслати допомогу іншим країнам і стверджувати без доказів, що вірус походить із США, є пропагандистським поштовхом до глобального впливу, з одночасним відведенням від себе провини за те, що країна впоралася зі спалахом хвороби.

#### Гонконг
Протести в Гонконзі посилилися через побоювання імміграції з материкового Китаю.
У 2022 році в Гонконзі стався політичний скандал, після того, як з'явилися повідомлення про те, що політик Вітман Хунг влаштував вечірку до свого дня народження всупереч карантинним постановам.

### Франція
Бюро «Cour de Justice de la République» розпочало кримінальне розслідування щодо дій вищих урядовців під час пандемії COVID-19. У жовтні 2020 року в рамках розслідування поліція провела обшуки в будинках кількох високопосадовців, у тому числі колишнього прем'єр-міністра Едуара Філіппа. У вересні 2021 року проти колишнього міністра охорони здоров'я Аньєс Бюзін було висунуто звинувачення у «загрозі життю інших» за її дії під час пандемії.

### Угорщина
Парламент Угорщини надав уряду повноваження, які дають йому право скасовувати акти та видавати постанови в такому ступені, який є «необхідним та пропорційним», щоб «запобігти, контролювати та перемогти епідемію, а також уникнути та пом'якшити її наслідки». Закон передбачав, що уряд повинен регулярно звітувати перед парламентом або, якщо він не може зібратися, перед його спікером і лідерами парламентських груп про вжиті заходи. Закон також призупиняв проміжні вибори та референдуми на час дії надзвичайного стану. Конституційний суд Угорщини мав право проводити засідання через мережі електронного зв'язку. Закон також передбачав кримінальну відповідальність за «завідомо неправдиві заяви або заяви, що спотворюють правдиві факти» з позбавленням волі на строк від 1 до 5 років, «якщо вони вчинені таким чином, що можуть перешкодити або звести нанівець ефективність заходів реагування». Опозиція вимагала 90-денного терміну дії надзвичайних повноважень в обмін на свою підтримку, але її поправки були відхилені, і тому вона виступила проти цього закону.
Human Rights Watch назвала ці закони авторитарним поглинанням внаслідок публікації декретів, які нібито не мають парламентського чи судового контролю, і передбачають кримінальне покарання за публікацію «неправдивих» або «спотворених» фактів, і підтримало Європейську комісію, використовуючи статтю 7 Договору про Європейський Союз проти Угорщини. Критика та занепокоєння щодо указу виникли внаслідок відкоту в Угорщині від демократії під час прем'єрства Віктора Орбана та його правлячої партії Фідес, оскільки Орбан почав свій другий термін перебування на посаді прем'єр-міністра в 2010 році. Лідери опозиції та інші критики звинувачували Орбана в тому, що за його прем'єрства зрушення Угорщини до авторитаризму шляхом централізації законодавчої та виконавчої влади внаслідок конституційних реформ, прийнятих у 2011 та 2013 роках, обмеження громадянських свобод, обмеження свободи слова дійшли до такої міри, що деякі незалежні засоби масової інформації, які колись критикували його правління, згодом були придбані союзниками Орбана, відбулось також послаблення інших інституційних обмежень на владу Орбана, включаючи Конституційний суд і судову владу. Критики уряду Орбана і партії Фідес висловили стурбованість тим, що надзвичайні повноваження можуть не бути скасовані після того, як пандемія вщухне, і ними можуть зловживати для сумнівного судового переслідування незалежних журналістів, які критикують його реакцію на епідемію хвороби або його урядування в цілому, а також обмеження інших свобод. Деякі оглядачі припустили, що будь-яке значне зловживання або неспроможність скасувати повноваження уряду Орбана після закінчення кризи може поставити Угорщину під великий ризик стати першою диктатурою в Європейському Союзі, що порушує його правила. Петицію проти закону підписали понад 100 тисяч осіб. Президент опозиційної партії Йоббік Петер Якаб заявив, що законопроєкт поставив угорську демократію на карантин. Проурядова соціологічна агенція «Nézőpont» провела опитування, яке показало, що 90 % угорців підтримують розширення надзвичайних заходів, а 72 % підтримують посилення кримінальної відповідальності.
У відповідь на повідомлення про те, що надзвичайний стан є загрозою для демократії, міністр закордонних справ країни Петер Сіярто назвав їх «фейковими новинами та брехнею» та заявив, що заходи, вжиті Угорщиною, не є безпрецедентними в Європі. Він, зокрема, зазначив, що в основних засобах масової інформації з'явилися необґрунтовані повідомлення про необмежені повноваження уряду та закриття парламенту.
Віце-президент Європейської комісії Вера Йоурова після ретельного вивчення підтвердила, що нещодавно прийняті Угорщиною надзвичайні заходи не порушують жодних правил ЄС.

### Іран
Владні структури Ісламської Республіки Іран сильно постраждали від коронавірусу. Поширення хвороби поставило питання про майбутнє виживання режиму. Президент Ірану Хассан Рухані написав публічного листа світовим лідерам з проханням про допомогу, зазначивши, що його країна не має доступу до міжнародних ринків внаслідок санкцій США проти Ірану. 3 березня 2020 року парламент Ірану було закрито після того, як у 23 із 290 членів парламенту було підтверджено позитивний результат тесту на коронавірус.

### Ірландія
Епідемія коронавірусної хвороби в Республіці Ірландія справила значний вплив на внутрішню політику. Зустрічі, на яких були присутні політичні діячі під час дії карантинних обмежень, стали предметом скандалів. Скандал навколо гольф-клубу парламенту країни Ерахтас став наслідком зібрання, на якому були присутні багато членів парламенту країни. Скандал за участю Кетрін Зепоун виник після зібрання, на якому були присутні політик та міністр Кетрін Зепоун та інші особи.

### Ізраїль
28 березня 2020 року спеціальний координатор ООН з питань мирного процесу на Близькому Сході Ніколай Младенов похвалив владу Ізраїлю та Палестини за їхню координацію у боротьбі з пандемією COVID-19. Младенов високо оцінив стратегію реагування, особливо зосереджену на секторі Гази, оскільки регіон стикається з відносно значним ризиком поширення хвороби. З початку пандемії Ізраїль дозволив ввезення значної кількості медичних товарів і гуманітарної допомоги до Гази.

### Косово
18 березня міністра внутрішніх справ Косова Агіма Веліу було звільнено через його підтримку оголошення надзвичайного стану для боротьби з епідемією коронавірусної хвороби, що передало б повноваження Раді безпеки Косова під головуванням Хашима Тачі. Молодший партнер правлячої коаліції Демократична ліга Косова подала пропозицію про вотум недовіри уряду як помсту за звільнення, і 25 березня 82 члени Асамблеї Косово проголосували за цю пропозицію.

### Малайзія

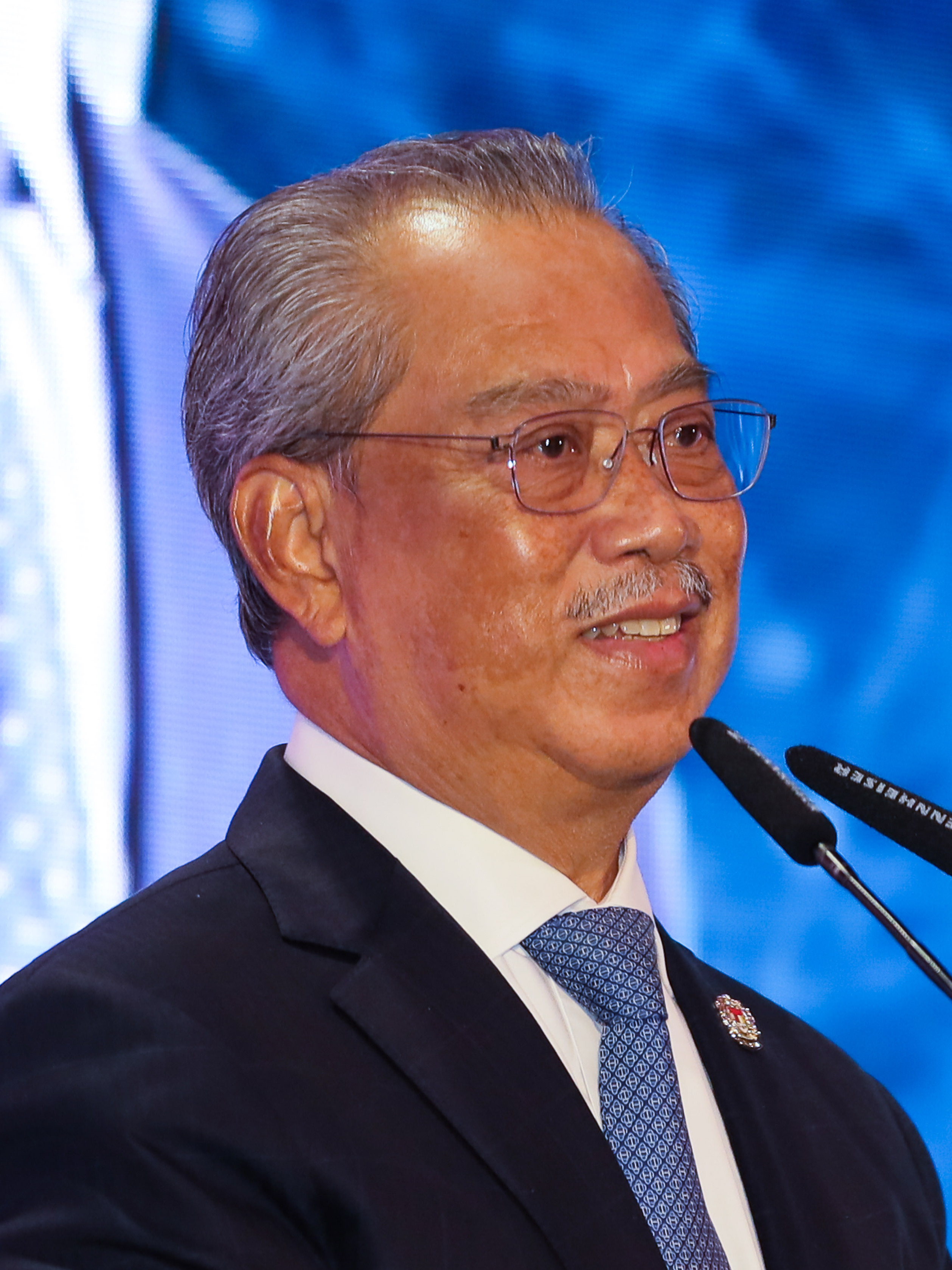
Прем'єр-міністр Малайзії Мухіддін Яссін пішов у відставку після 17 місяців перебування при владі, оскільки реакція його уряду на пандемію COVID-19 призвела до втрати політичної підтримки.

Політична криза в Малайзії збіглася з початком епідемії COVID-19 в країні. Коаліційний уряд «Пакатан Харапан» розпався, коли Малайзійська об'єднана партія корінних народів вийшла з коаліції, що призвело до відставки прем'єр-міністра Мохамада Махатхіра та остаточної заміни на Мухіддіна Яссіна та нової коаліції «Перікатан Насіональ». Великий спалах під час релігійного заходу руху Джамаат Табліг і поширення коронавірусу по всій країні, на думку низки оглядачів, посилилися через політичну нестабільність, яка призвела до призначення нового міністра охорони здоров'я Адхам Баба, який критикував свого попередника Дзулкефлі Ахмада, незважаючи на відсутність чіткої відповідальності уряду на момент події.
На тлі триваючої політичної нестабільності верховний правитель країни Абдулла у травні 2020 року попередив політиків, що він «хотів би порадити не втягувати країну знову в політичну халепу, яка приносить невизначеність», враховуючи триваючу кризу в галузі охорони здоров'я. Прем'єр-міністр Мухіддін звинуватив проведення виборів у штаті Сабах у 2020 році за значне зростання випадків COVID-19 у штаті та країні.
У січні 2021 року в країні було оголошено надзвичайний стан, який призупинив усі вибори та роботу парламенту, а уряд отримав повноваження приймати закони без схвалення парламенту у відповідь на пандемію та політичну нестабільність в країні. Декларація викликала політичні суперечки. У відповідь деякі депутати вийшли з коаліції, що призвело до втрати урядом необхідної більшості в парламенті. Лідер опозиції Анвар Ібрагім розкритикував декларацію, заявивши, що це спроба уряду зберегти владу, і що 115 інших депутатів були проти. Верховний правитель Малайзії дозволив парламенту знову зібратися для обговорення заходів, але уряд заблокував можливість для парламенту це зробити, чим спричинив рідкісну критику з боку монарха. Тривалі дебати пізніше були перервані випадками COVID-19 у парламенті, через що їх знову призупинили.
У липні 2021 року найбільша політична партія Об'єднана малайська національна організація відмовилася від підтримки прем'єр-міністра Мухіддіна та закликала його піти у відставку, посилаючись на невдоволення його діями під час пандемії. Партія закликала до продовження загальнонаціонального «загального карантину», висловила невдоволеність рекордним сплеском заражень COVID-19, а також економічною політикою уряду. Зрештою уряд розпався в серпні 2021 року після того, як депутати відмовилися підтримувати його заходи проти COVID-19, що призвело до відставки прем'єр-міністра Мухіддіна Ясіна та розпуску його уряду. Це зробило Мухіддіна прем'єр-міністром країни, який перебував на посаді найкоротший термін — лише 17 місяців.

### М'янма
Під час військового перевороту в М'янмі 2021 року державний радник Аун Сан Су Чжі та президент Він М'їн були затримані та звинувачені Татмадоу за звинуваченнями в порушенні законів про обмеження COVID-19. Працівники охорони здоров'я, які борються з поширенням хвороби в країні, протестували проти державного перевороту, відмовившись працювати, що викликало широкі протести та рух громадянської непокори по всій країні проти військових.

### Словенія
На своєму першому засіданні 13 березня 2020 року, одразу після затвердження, 13-й уряд Словенії створив неофіційний загальнонаціональний штаб з боротьби з поширенням хвороби з метою стримування та контролю епідемії COVID-19. Головою штабу був прем'єр-міністр Янез Янша, а секретарем — колишній директор служби охорони здоров'я Андрей Рупнік. Штаб складався з усіх членів уряду (прем'єр-міністра та міністрів), та інших експертів і державних службовців з дорадчими правами. Керівником групи охорони здоров'я була Бояна Беович. Колишній міністр і посол при НАТО Єлко Кацин був офіційним речником штабу, він виконував подібну роль під час війни за незалежність Словенії 1991 року. Штаб кризового управління було скасовано 24 березня 2020 року після завершення політичної трансформації, його функції передано відповідальним міністерствам. Експертну групу охорони здоров'я передали у підпорядкування МОЗ. Кацин став офіційним речником уряду з цієї теми.
Уряд ніколи не пропонував парламенту оголосити надзвичайний стан, який призупинив би повноваження парламенту та передав їх президенту республіки Боруту Пахору, щоб він керував указами з силою закону, які все ще підлягають схваленню парламентом. Положення застосовується лише в тому випадку, якщо парламентарі не можуть зібратися на сесію. Проте парламент прийняв поправку до регламенту, щоб дозволити собі провести онлайн-сесію з використанням відеозв'язку.

### Південна Корея
Дипломатичні відносини між Японією та Південною Кореєю погіршилися, оскільки Південна Корея розкритикувала «неоднозначні та пасивні зусилля з карантину» Японії після того, як Японія оголосила, що всі, хто приїжджатиме з Південної Кореї, будуть поміщені на двотижневий карантин у визначених урядом місцях.
Після спалаху коронавірусу в Південній Кореї понад 1450000 осіб підписали петицію на підтримку імпічменту президента Мун Чже Іна через те, що він відправив захисні маски та медичні засоби до Китаю, щоб допомогти країні у боротьбі зі спалахом хвороби. Тим не менш, в інших секторах корейського суспільства та на міжнародному рівні було відзначено, що адміністрація Муна продовжує боротися зі спалахом хвороби. Опитування громадської думки «Gallup Korea» у березні 2020 року показало, що рейтинг схвалення Муна зріс на 5 % до 49 %. У квітні 2020 року президентська Демократична партія здобула рекордну переконливу перемогу на парламентських виборах в країні.
Підтримка якості універсального медичного обслуговування має першочергове значення для Південної Кореї, оскільки населення країни швидко старіє, а реакція урядової політики охорони здоров'я на тривалу пандемію COVID-19 залишатиметься ключовим питанням і на майбутніх виборах.

### Іспанія
12 березня 2020 року Конгрес депутатів Іспанії проголосував за призупинення діяльності на тиждень після того, як у кількох депутатів підтвердився позитивний результат тестування на коронавірус. Коли 18 березня Конгрес депутатів схвалив продовження стану тривоги в країні, це був перший випадок, коли опозиційні партії Народна партія та Вокс підтримали уряд під час голосування, тоді як сепаратистські партії, такі як Республіканські ліві Каталонії, утрималися під час голосування.
Прийняття заходів для боротьби з поширенням хвороби ускладнюються тим фактом, що Педро Санчес очолював уряд меншості ІСРП (у коаліції з Unidas Podemos), який розраховував на підтримку опозиційних партій у впровадженні заходів проти коронавірусу, особливо щодо економічного стимулювання. Початково кабінет міністрів обговорював пропозиції про надання позик без відсотка орендарям для сплати орендної плати, щоб менші орендодавці, які залежать від доходу від оренди, могли залишатися на плаву. Лідер Народної партії Пабло Касадо поскаржився, що уряд не тримає його в курсі подій щодо поширення коронавірусу. Лідер партії «Громадяни» Інес Аррімадас заявила, що підтримує дії уряду. Децентралізований характер іспанської політики призвів до погіршення ситуації на першому етапі пандемії, коли Іспанія мала найшвидше зростання випадків COVID-19 серед усіх країн Європи через погану міжурядову координацію. Рецентралізація політики охорони здоров’'я восени 2020 року повинна позитивно вплинути на здатність Іспанії долати майбутні кризи.

### Швеція
У середині березня лідери парламентських партій у Риксдазі домовилися про використання парламентської пари протягом наступних тижнів, щоб можна було зменшити кількість членів парламенту, присутніх під час голосування, із звичайних 349 до 55. Це рішення було прийнято як захід для зниження ризику поширення інфекції (соціальне дистанціювання), так і для того, щоб щоденна робота в парламенті могла продовжуватися, навіть якщо велика кількість депутатів захворіє. Подібні рішення були прийняті в багатьох муніципальних радах Швеції. Кілька регіональних зібрань також зменшили кількість політиків, присутніх на кожній сесії, включно з леном Вестерботтен, який зробив це як захід для зменшення поїздок на великі відстані, і леном Сконе.
25 березня Соціал-демократична партія Швеції разом із Конфедерацією профспілок Швеції вирішили скасувати свої традиційні першотравневі демонстрації. Натомість вони провели захід на цифровій платформі, що включало промови прем'єр-міністра Швеції та лідера соціал-демократів Стефана Левена, а також лідера конфедерації профспілок Карла-Петтера Торвальдссона. Ліва партія також скасувала свої загальнонаціональні демонстрації та оголосила, що натомість відбудеться цифрове святкування, включно з промовою лідера партії Юнаса Шестедта. Альмедаленський тиждень, який вважався найбільшим і найважливішим форумом у Швеції для семінарів, дебатів і політичних виступів з актуальних соціальних питань, що проводився у Вісбю щоліта, був скасований через заборону масових зібрань. Рішення було прийнято організаторами 1 квітня після консультацій з основними політичними партіями. Прем'єр-міністр Стефан Левен швидко оголосив, що скасував свою заплановану участь у майбутньому заході.
Також через пандемію скасували щорічний ЛГБТ-фестиваль «West Pride» у Гетеборзі. Натомість організатори оголосили період з 25 травня по 7 червня «періодом прапорів», заохочуючи організації та окремих осіб підняти веселковий прапор.

### Туніс
У 2021 році в Тунісі сталася політична криза, коли президент Каїс Саїд відправив у відставку уряд на тлі сплеску випадків COVID-19 і протестів через економічні наслідки епідемії.

### Велика Британія
Реакція британського уряду на пандемію COVID-19 була політично суперечливою, зокрема щодо рівня готовності та раннього реагування на спалах, і часу запровадження наступних карантинів восени та взимку 2020 року, що могло вплинути на високу кількість померлих від хвороби у країні. Дефіцит засобів індивідуального захисту для медичних працівників, а також деякі запаси засобів індивідуального захисту, придбаних пізніше, виявилися недостатніми, що спричиняло суперечки протягом перших місяців пандемії. Повідомлено, що будуть оголошені результати публічного розслідування у травні 2021 року після вимог групи тиску «Сім'ї померлих від COVID-19 за справедливість».
У травні 2020 року дії старшого помічника Бориса Джонсона Домініка Каммінгса стали предметом політичного скандалу, оскільки його звинуватили в порушенні правил карантину, коли у нього спостерігалися симптоми COVID-19. Захист Джонсоном свого помічника та публічна прес-конференція Каммінгса на захист його невинуватості викликали критику, як і остаточна відмова від широко поширених закликів до Каммінгса піти у відставку через порушення. Каммінгс пішов з уряду наприкінці 2020 року, а згодом розкритикував урядові заходи на пандемію, включно з семигодинним виступом перед комітетами парламенту травні 2021 року.
Сприйняття керівництва та поведінки прем'єр-міністра Бориса Джонсона під час пандемії було неоднозначним. Стверджується, що він сказав, що хотів би краще «дозволити тілам накопичуватися», ніж запровадити другий загальнонаціональний карантин у жовтні 2020 року; Джонсон заперечив це, назвавши звинувачення «повною дурницею».
У серпні 2020 року алгоритм стандартизації оцінок шкільних іспитів викликав суперечки. Незважаючи на те, що алгоритм був розроблений для боротьби зі збільшенням оцінок, майже 36 % учнів були на один рівень оцінок нижче, ніж прогнозували вчителі, а 3 % були на два рівні нижче. Це спричинило значний суспільний резонанс. У відповідь на обурення 15 серпня Гевін Вільямсон сказав, що система оцінювання залишиться, і не буде «ні розвороту, ні змін». Через два дні, 17 серпня, департамент оцінювання і Гевін Вільямсон погодилися змінити положення, і після цього оцінки мали бути перевиставлені з використанням немодерованих прогнозів учителя.
Урядові контракти, пов'язані з протидією пандемії, також викликали політичні суперечки: кількох високопоставлених політиків, у тому числі Метью Генкока, звинуватили в кумівстві через надання вигідних контрактів приватним компаніям, пов'язаним з Консервативною партією. Високий суд визнав дії Генкока протизаконними, тому що не було опублікувано деталі контракту протягом 30 днів. Скандал у справі Грінсілл, до якого був причетний колишній прем'єр-міністр Девід Камерон, який брав участь у лобіюванні в уряді Великої Британії отримання термінової позики для фінансової компанії «Greensill Capital» як частину економічної відповіді уряду на COVID-19, а також підкреслив зв'язки між державними службовцями та приватними компаніями. Контракти, пов'язані з COVID-19, завершилися лобістським скандалом за участю депутата-консерватора Оуена Патерсона, що призвело до його відставки, незважаючи на початкові спроби уряду уникнути відсторонення Патерсона з парламенту.
Також висловлювалось припущення, що пандемія висвітлила регіональну нерівність у Великій Британії, включаючи ймовірний поділ між північчю та півднем. Лідери Північної Англії, такі як мер Великого Манчестера Енді Бернем і кілька депутатів від Консервативної партії, у тому числі в Північній дослідницькій групі, критикували уряд, коли на їхні регіони поширювалися місцеві правила карантину, а пізніше, коли в Англії були запроваджені рівні епідемічної небезпеки, посилались на їх економічні наслідки та звинувачували центральний уряд у наданні неадекватної фіскальної підтримки цим регіонам.
Виникли суперечки також через те, що урядовці нібито порушили рекомендації чи обмеження щодо карантинних норм. Кетрін Колдервуд і Ніл Фергюсон пішли у відставку через поїздки під час карантину в березні 2020 року. Міністр охорони здоров'я Метью Генкок потрапив у скандал у 2021 році, коли з'явилися фотографії, на яких він порушив заходи соціального дистанціювання, поцілувавши помічницю Джину Коладанджело на своєму робочому місці, що призвело до його відставки в червні 2021 року. Після скасування в липні 2021 року законодавчої вимоги носити маски для обличчя у приміщенні парламент розділився за ідеологічними ознаками: ті, хто вважав їх «нерозумним нав'язуванням особистих свобод», переважно депутати-консерватори, більше не носили їх, тоді як інші продовжували їх носити. Починаючи з грудня 2021 року, «Партігейт» став серйозною політичною суперечкою, яка оберталася навколо уряду та співробітників Консервативної партії, які проводили громадські заходи під час карантину внаслідок COVID-19 у Великій Британії, коли вони були заборонені. Борис Джонсон і Ріші Сунак отримали повідомлення про фіксований штраф. Ця суперечка зрештою зіграла роль у пізнішій урядовій кризі та відставці Бориса Джонсона.
Деякі політичні партії та політики виступили проти урядових обмежень під час пандемії. «Група відновлення після COVID» у Консервативній партії наполягала на знятті карантинних обмежень, поки вони діяли. Наприкінці 2020 року Партія Брекзит Найджела Фараджа була перейменована в Партію реформ, головним чином зосередившись на протидії карантину через COVID-19.
Уряд запровадив віртуальну палату громад, щоб мінімізувати поширення коронавірусу серед парламентарів.
Станом на 6 травня 2022 року поліція розслідувала дії лідера опозиції Кіра Стармера, його заступниці Анжели Рейнер та інших членів Лейбористської партії за звинуваченнями в порушенні правил щодо COVID-19, скандал став відомим під назвою «Біргейт».

### США
Унаслідок краху фондового ринку, високого рівня щодо безробіття та скорочення економічної активності, спричинених пандемією коронавірусної хвороби, Конгрес США зібрався для створення законодавчого акту для усунення економічних наслідків пандемії та ухвалив Закон про допомогу, захист та економічну безпеку під час пандемії коронавірусу (CARES)). Конгресмен Томас Массі спробував маневрувати для проведення поіменного голосування при прийнятті цього закону, але серед присутніх не було достатньої підтримки цього, і палата прийняла законопроект шляхом звичайного голосування 27 березня 2020 року.
Спалах хвороби спонукав звернення до владних структур США прийняти соціальну політику, звичайну для інших багатих країн, включаючи загальне медичне обслуговування, загальний догляд за дітьми, оплачувану відпустку через хворобу та вищі рівні фінансування охорони здоров'я. Президента Дональда Трампа також критикували за медичний популізм, надання медичних порад у твіттері та на прес-конференціях. Політологи передбачали, що це може негативно вплинути на шанси Трампа переобратися на президентських виборах 2020 року. Частина урядових розпоряджень про надзвичайні ситуації скасували закони про громадські зібрання, які вимагають фізичного доступу громадськості до місця зібрання, що дозволило проводити зібрання за допомогою публічної телеконференції.
У лютому 2020 року сенатор Річард Берр продав акції на суму понад 1,6 мільйона доларів до обвалу фондового ринку, використовуючи інсайдерську інформацію з закритого засідання Сенату, де сенатори були проінформовані про те, як коронавірус може вплинути на Сполучені Штати. Після демпінгування акцій Берр зателефонував своєму зятю, який негайно подзвонив своєму біржовому брокеру. (Станом на жовтень 2021 року Комісія з цінних паперів і бірж все ще розслідувала очевидний випадок інсайдерської торгівлі). На початку 2020 року також перевіряли біржові операції, здійснені сенаторами Даян Файнштайн, Келлі Леффлер і Джимом Інгофом. 30 березня 2020 року міністерство юстиції разом із Комісією з цінних паперів і бірж розпочало розслідування акційних операцій.
Капітан Бретт Крозьє написав чотиристорінкову записку з проханням про допомогу своїй команді, оскільки на борту його корабля «USS Theodore Roosevelt» стався спалах коронавірусу. Однак незабаром він був відсторонений від командування кораблем, оскільки це повідомлення стало відомо громадськості. Виконувач обов'язків міністра ВМС Томас Модлі спочатку виправдовував свої дії щодо звільнення Крозьє, кажучи, що капітан був «надто наївним або занадто дурним», щоб бути командиром, якщо він не думав, що інформація стане доступною для громадськості в цю інформаційну епоху, але пізніше вибачився та визнав, що Крозьє мав намір привернути увагу громадськості до обставин на своєму кораблі. Кілька членів Конгресу закликали Модлі піти у відставку за те, що він впорався з цією ситуацією, що він і зробив 7 квітня.
Хоча губернатора штату Нью-Йорк Ендрю Куомо спочатку хвалили за його лідерство під час епідемії COVID-19 у штаті, коли штат був епіцентром поширення хвороби в квітні 2020 року, його адміністрація була втягнута в скандал 2021 року через звинувачення в приховуванні кількість смертей у будинках пристарілих, щодо яких ФБР розпочало кілька розслідувань. Куомо пішов у відставку 23 серпня 2021 року після того, як було оприлюднено велика кількість звинувачень політика у сексуальних домаганнях.

#### Штати США

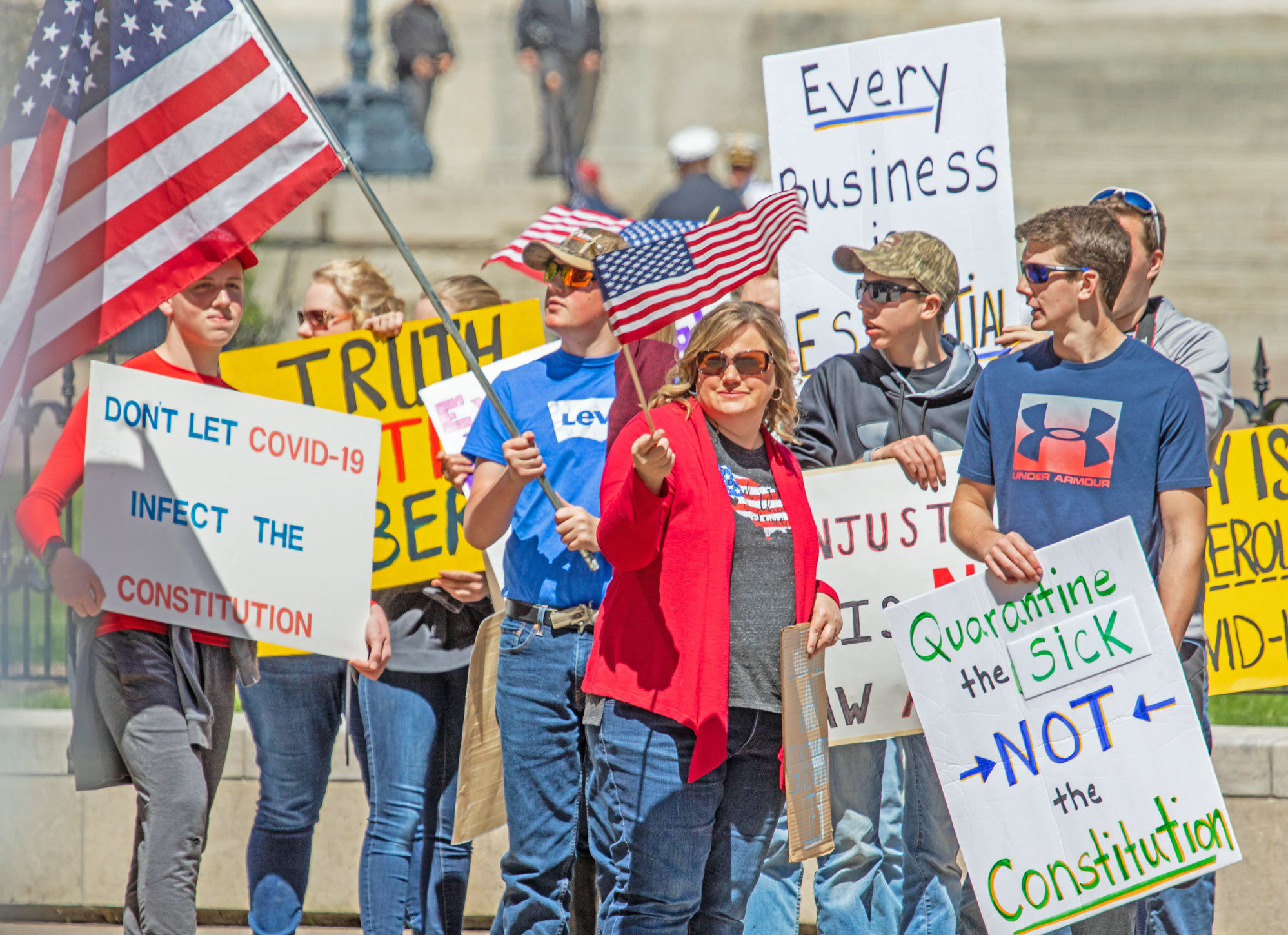
20 квітня 2020 року кілька сотень протестувальників проти карантину зібралися біля Капітолію штату Огайо.

Кілька штатів США призупинили законодавчу діяльність, зокрема Колорадо, Кентуккі, Делавер, Джорджія, Іллінойс, Нью-Гемпшир і Вермонт.
11 березня 2020 року губернатор штату Нью-Мексико Мішель Лухан Ґрішем наклала вето на інфраструктурні проекти вартістю 150 мільйонів доларів через те, що держава втрачає 22 мільйони доларів у своєму загальному фонді після зниження ціни на барель нафти на 1 долар внаслідок російсько-саудівської війни цін на нафту. Департамент доходів Аляски відклав публікацію прогнозу бюджету через залежність Аляски від цін на нафту.
10 березня у сенатора із сенату штату Джорджія Брендона Біча з'явилися симптоми COVID-19, і 14 березня він пройшов тестування. Однак він був присутній на спеціальній сесії законодавчого органу 16 березня до того, як 18 березня надійшли результати його тесту, які були позитивними. Весь сенат штату Джорджія, їхні співробітники та лейтенант-губернатор Джеффрі Дункан пішли на карантин до 30 березня.
Коронавірусні обмеження також зірвали тисячі політичних кампаній по всій Америці, обмеживши агітацію та особистий збір коштів, на які кандидати давно покладалися, щоб отримати посаду. Політичні інсайдери вважають, що це може дати чинним представникам влади більшу перевагу, ніж зазвичай.

### Венесуела
За даними джерел з обох сторін, під час пандемії соратники Ніколаса Мадуро та Хуана Гуайдо таємно почали попередні переговори. Хуан Гуайдо та спеціальний представник США у Венесуелі Елліотт Абрамс заперечили, що переговори велися.

## Вплив на вибори

### Аргентина
Початково парламентські вибори 2021 року в Аргентині мали відбутися 24 жовтня 2021 року, але через пандемію COVID-19 їх перенесли на 14 листопада 2021 року.

### Австралія
Вибори в 5 штатах, проведених в Австралії протягом перших 14 місяців пандемії COVID-19, у всіх випадках повернули до влади чинний уряд. Ці результати їх виборцями розглядалися як винагорода за підтримку безпечного від COVID-19 середовища. Вибори у 4 штатах відновили лівоцентристські уряди (лейбористів), а вибори ще в одному штаті відновили правоцентристський уряд (лібералів). Вибори в Західній Австралії повернули уряд штату з безпрецедентним результатом, отримавши 90 % місць. Навпаки, вибори в Тасманії зберігали статус-кво. Вибори в 4 штатах відбулися вчасно, тоді як вибори в п'ятому (в Тасманії) були перенесені на рік пізніше, очевидно, щоб скористатися очікуваними настроями виборців для винагороди урядів, які зберегли статус безпеки щодо COVID-19.

### Болівія
21 березня 2020 року президент Болівії Жанін Аньєс оголосила про рішення тимчасового уряду відкласти позачергові вибори. Інші кандидати в президенти пропонували перенести вибори, щоб запобігти поширенню коронавірусу внаслідок скупчення великих груп людей.

### Чилі
Плебісцит щодо нової конституції Чилі та конвенту, який мав її написати, був запланований на 25 квітня 2020 року, але 19 березня 2020 року політичні партії досягли згоди щодо перенесення плебісциту на 25 жовтня. Ця угода також перенесла муніципальні та регіональні вибори в країні з 25 жовтня на 4 квітня 2021 року, а також перенесла праймеріз і другий тур виборів.

### Домініканська Республіка
13 квітня 2020 року виборчий орган Домініканської Республіки вирішив відкласти президентські та законодавчі вибори, які спочатку були призначені на 17 травня того ж року. Новою обраною датою було 5 липня 2020 року, і, якщо жоден із кандидатів у президенти не набере абсолютної більшості (50 % + 1 голос), другий тур мав відбутися 26 липня.
Загальні вибори для обрання президента та членів Конгресу Домініканської Республіки, які були перенесені із запланованої дати 17 травня 2020 року через пандемію COVID-19, пізніше відбулися 5 липня 2020 року.

### Ефіопія
31 березня Національна виборча рада Ефіопії відклала вибори до Палати представників Ефіопії, які спочатку були призначені на 29 серпня, через спалах коронавірусу в Ефіопії.

### Франція
Президент Франції Емманюель Макрон назвав коронавірус «найбільшою кризою охорони здоров'я за століття». 12 березня він заявив, що перший тур місцевих виборів переноситись не буде. Вибір провести вибори, які відбулися 15 березня, викликав значні суперечки. 16 березня він заявив, що другий тур, спочатку запланований на 22 березня, буде відкладено до 21 червня.

### Гонконг
Вибори до Законодавчої ради Гонконгу у 2020 році спочатку були заплановані на 6 вересня 2020 року, поки уряд не переніс їх на рік до 5 вересня 2021 року. 31 липня 2020 року виконавчий директор Керрі Лам оголосила, що вона використовує указ про надзвичайні положення, щоб відкласти вибори відповідно до надзвичайних повноважень, посилаючись на нещодавнє відновлення випадків COVID-19, додавши, що цей крок був підтриманий Пекіном.

### Індонезія
Місцеві вибори в Індонезії 2020 року, які мали відбутися 23 вересня, були перенесені, і Генеральна виборча комісія Індонезії запропонувала перенести їх не раніше 9 грудня, що схвалила Рада народних представників, а потім 5 травня підписав президент Джоко Відодо. Попередній бюджет виборів у розмірі близько 550 мільйонів доларів США було перерозподілено на управління та контроль пандемії.

### Італія
Референдум щодо конституційної поправки щодо зменшення кількості членів парламенту в Італії з 630 до 400 у Палаті депутатів та з 315 до 200 у Сенаті спочатку було заплановано на 29 березня, але після спалаху хвороби в Італії було перенесено на 20 і 21 вересня.

### Кірибаті
Перший тур парламентських виборів у Кірибаті спочатку планувалося провести 7 квітня 2020 року, але пізніше його перенесли на 15 квітня, а другий тур запланували на наступний тиждень через пандемію коронавірусної хвороби, хоча в країні на той час не було жодного випадку хвороби.

### Латвія
6 квітня 2020 року прем'єр-міністр Латвії Кріш'яніс Каріньш повідомив про рішення уряду перенести вибори до Ризької міської думи. Спочатку вибори були призначені на 25 квітня; передвиборчі плакати вже з'явилися. З продовженням поширення хвороби вибори були перенесені на 6 червня, але остаточно відбулися аж 29 серпня 2020 року.

### Нова Зеландія
17 серпня 2020 року прем'єр-міністр Нової Зеландії Джасінда Ардерн оголосила, що майбутні вибори будуть відкладені майже на 4 тижні з 19 вересня по 17 жовтня. У найбільшому місті країни Окленді перед цим спостерігалося зростання кількості випадків COVID-19, тому було введено обмежувальний 3-тижневий карантин. Через занепокоєння безпекою та нездатність політичних партій належним чином проводити кампанію Ардерн погодилася на заклик опозиції та урядових партій відкласти вибори. Вибори в Новій Зеландії повернули посилену більшість для чинного уряду прем'єр-міністра Джасінди Ардерн. Перед виборами 2020 року Лейбористська партія формувала уряд у коаліції з двома іншими партіями («Зелені» та «New Zealand First»). Вибори повернули перший лейбористський уряд більшості з 1946 року.

### Малайзія
Вибори 2020 року в штаті Сабах відбулися у вересні 2020 року з певними стандартними операційними процедурами, але пізніше прем'єр-міністр Малайзії Мухіддін Яссін заявив, що вони стали причиною сплеску випадків COVID-19 у Сабаху та по всій країні. У грудні 2020 року було запроваджено надзвичайний стан для перенесення проміжних виборів у двох виборчих округах, один із яких вважався епіцентром спалаху COVID-19. У січні 2021 року по всій країні було оголошено надзвичайний стан, після чого було призупинено усі вибори. Після завершення загальнонаціонального надзвичайного стану в серпні 2021 року в Сараваку майже одразу було запроваджено надзвичайний стан на рівні штату, що спричинило відкладення виборів у штаті до 2022 року через ризик поширення COVID-19.

### Парагвай
У березні 2020 року орган з регулювання місцевих виборів у Парагваї вирішив відкласти муніципальні вибори для обрання мерів і радників муніципальних рад 261 округу країни, які спочатку були заплановані на 8 листопада 2020 року.

### Філіппіни
10 березня 2020 року виборча комісія Філіппін призупинила загальнонаціональну реєстрацію виборців до кінця місяця через пандемію COVID-19. Реєстраційний період розпочався 20 січня і тривав до 30 вересня 2021 року. Пізніше призупинення було продовжено до кінця квітня. Видачу посвідчення виборця також призупинено на невизначений термін. Наступні загальнонаціональні вибори на Філіппінах були заплановані на травень 2022 року.
Запланований на травень 2020 року плебісцит щодо ратифікації закону, який пропонував розділити острів Палаван на 3 менші провінції, було відкладено через пандемію COVID-19. Законодавчий орган провінції Палаван скликав спеціальну сесію та ухвалив резолюцію, яка дозволяє губернатору звернутися до виборчої комісії країни з проханням відкласти плебісцит. Плебісцит було перенесено, та успішно проведено 13 березня 2021 року, коли виборці відхилили поділ своєї провінції.

### Польща
Початково уряд Польщі вирішив не відкладати президентські вибори, і це рішення спричинило суперечки в суспільстві. Опитування показало, що 78 % населення віддавали перевагу перенесенню виборів. Опозиція до правлячої партії «Право і справедливість» стверджувала, що умови пандемії перешкоджають ефективній агітації, а отже, знижують конкурентоспроможність виборів. 27 березня 2020 року деякі кандидати на президентських виборах не змогли зібрати 100 тисяч підписів внаслідок пандемії коронавірусної хвороби, лише 12 кандидатів у президенти успішно зібрали понад 100 тисяч підписів. Семеро кандидатів подали петиції з менш ніж 100 тисячами підписів, але планують оскаржувати відмову Центральної виборчої комісії зареєструвати їх на президентських виборах через пандемію коронавірусу, яка ускладнює збір підписів.
Було запропоновано внести зміни до виборчого законодавства Польщі, щоб дозволити голосування поштою для тих, кому за 60 років, і тих, хто перебуває на карантині, але не за кордоном, що було розкритиковано як надання переваги чинній правлячій партії «Право і справедливість». Закони, які обговорювалися парламентом у середині квітня, встановили голосування лише поштою та послабили роль виборчої комісії, незважаючи на те, що профспілки поштових працівників заявляли, що це неможливо.
6 травня урядова коаліція Польщі оголосила про перенесення президентських виборів через пандемію. 3 червня 2020 року маршалок Сейму Ельжбета Вітек оголосила, що перший тур відкладених виборів відбудеться 28 червня 2020 року, а на 12 липня 2020 року було заплановано другий тур, якщо це буде необхідно.

### Росія
25 березня президент Росії Володимир Путін оголосив про перенесення конституційного референдуму, запланованого на 22 квітня, на пізнішу дату, яка пізніше обрали на 1 липня. Також центральна виборча комісія перенесла близько сотні місцевих виборів, призначених на період з 29 березня по 21 червня. Місцеві вибори у понад 20 регіонах мали відбутися в «єдиний день» 13 вересня. Проте кампанія має розпочатися не пізніше 15 червня. За даними засобів масової інформації, залежно від епідеміологічної ситуації федеральний уряд дозволяє перенесення єдиного дня виборів на грудень 2020 року або проведення цих регіональних виборів в єдиний день виборів 2021 року.

### Сербія
16 березня 2020 року виборча комісія перенесла парламентські вибори, які спочатку планувалися на 26 квітня.

### Сінгапур
Загальні вибори в Сінгапурі 2020 року відбулися 10 липня 2020 року. Виборчий департамент запровадив ряд заходів у відповідь на пандемію, щоб забезпечити можливість проведення виборів. Усі мітинги і трансляції, пов'язаних з виборами, були заборонені. Номінаційні центри не допускатимуть представників громадськості, а прогулянки, хоча й дозволені, повинні мати безпечну дистанцію та мінімальний фізичний контакт. Кандидатам також забороняється виступати з промовами, в тому числі під час агітації, з агітаційних автомобілів, а це означає, що післявиборні паради кандидатів проводитися не будуть.

### Іспанія
Регіональні вибори в Басконії 2020 року, заплановані на 5 квітня, були відкладені після угоди між усіма політичними партіями, представленими в парламенті Басконії; були призупинені й вибори в Галісії.

### Шрі-Ланка
19 березня 2020 року комісар з питань виборів Махінда Дешапрія повідомила, що парламентські вибори в Шрі-Ланці 2020 року будуть відкладені на невизначений термін до подальшого повідомлення внаслідок пандемії коронавірусної хвороби. Президент Шрі-Ланки Готабая Раджапакса спочатку наполягав на тому, що заплановані майбутні вибори відбудуться за планом 25 квітня, незважаючи на пандемію коронавірусної хвороби, і влада заборонила передвиборчі мітинги та зустрічі.

### Сирія
Парламентські вибори в Сирії, спочатку заплановані на 13 квітня 2020 року, були перенесені на 20 травня, щоб уповільнити поширення коронавірусної хвороби в країні.

### Тринідад і Тобаго
Загальні вибори у Тринідаді і Тобаго, спочатку заплановані на вересень 2020 року, могли бути відкладені, але були проведені в установлений конституцією термін, незважаючи на коронавірус. Передвиборчу кампанію було частково призупинено 13 березня після новин про перший зареєстрований випадок COVID-19 у Тринідаді і Тобаго.

### Велика Британія
13 березня 2020 року місцеві вибори у Великій Британії, які мали відбутися 7 травня, були перенесені прем'єр-міністром Борисом Джонсоном на 6 травня 2021 року за порадою Виборчої комісії та за погодженням з лейбористами та ліберальними демократами.
7 травня 2020 року мали відбутися 309 місцевих виборів та 40 виборів поліцейських і кримінальних комісарів, але всі вони були відкладені
Вибори мера Лондона мали відбутися 7 травня 2020 року, але їх перенесли через зростання кількості випадків коронавірусної хвороби.
27 березня ліберал-демократи перенесли вибори свого лідера спочатку на травень 2020 року, а потім знову перенесли їх на липень 2020 року.

### США

#### Президентські вибори
Президентські вибори у США 2020 року продовжували проходити в запланований час без скасування чи перенесення, чого ніколи не траплялося за всю історію президентських виборів. Якби вибори було перенесено або скасовано, це сталося б вперше в історії США і могло призвести до політичних суперечок.

##### Кампанія
У середині березня політичні кампанії перейшли на онлайн- і віртуальну діяльність, щоб або уникнути поширення хвороби, або дотримуватися загальнодержавних правил соціального дистанціювання. Колишній віцепрезидент Джо Байден і сенатор Берні Сандерс почали проводити онлайн-заходи та віртуальні збори коштів. Президент Дональд Трамп також перейшов з живої кампанії на віртуальну через запровадження домашнього карантину та норм соціального дистанціювання, прийняті після його мітингу 2 березня, і як його, так і інших офісів керівництва республіканців у Вірджинії було закрито через домашній карантин, запроваджений губернатором Ральфом Нортемом.
15 березня відбулися перші особисті дебати на президентських праймериз 2020 року між Джо Байденом і Берні Сандерсом у Вашингтоні, без аудиторії через пандемію COVID-19. Дебати перенесли з Аризони, де діяв надзвичайний стан, і на той день було 12 підтверджених випадків COVID-19.
2 квітня Національний з'їзд Демократичної партії, який спочатку мав відбутися з 13 по 16 липня, було перенесено на 17 серпня після того, як Національний комітет Демократичної партії зв'язався з президентськими кампаніями Джо Байдена та Берні Сандерса. 5 квітня Байден припустив, що може знадобитися «віртуальний з'їзд»; а Трамп сказав журналісту «Fox News» Шону Ганніті, що він «не має можливості» скасувати національний з'їзд Республіканської партії, який мав розпочатися 24 серпня в Шарлотті у штаті Північна Кароліна.
Спікер Палати представників Ненсі Пелосі і сенатори Емі Клобушар і Рон Вайден на початку квітня висловили стурбованість тим, що пандемія може знизити явку виборців у листопаді. Закриття церков, університетів і центрів отримання водійських прав ускладнить реєстрацію виборців, і Проєкт демократії в Центрі правосуддя Бреннана очікує, що явка буде низькою, як це було під час праймеріз Демократичної партії в штаті Іллінойс 17 березня. Спікер Палати представників штату Джорджія Девід Ралстон передбачив, що розсилка форм запитів на відкріпне голосування всім виборцям у штаті під час кризи, спричиненої коронавірусом, буде «руйнівною» для кандидатів від Республіканської партії, а президент Трамп сказав, що деякі виборчі реформи ускладнять можливість республіканцям виграти вибори.
Були заклики перенести президентські вибори в США 2020 року на 2021 рік, але багато вчених-конституціоналістів і законодавців сказали, що це буде дуже важко зробити без внесення змін до Конституції.

##### Праймериз
12 березня 2020 року Партія Демократично-позапартійної ліги Північної Дакоти скасувала свій з'їзд у штаті, який мав відбутися з 19 по 22 березня, на якому мали висуватися кандидати від штату та відбиратися делегати на Національний з'їзд Демократичної партії. 13 березня президентські праймеріз у Луїзіані були перенесені на 20 червня держсекретарем штату Кайлом Ардойном, а в Вайомінгу було призупинено очну частину зборів і всі окружні з'їзди, та замінено бюлетенями для голосування поштою.
14 березня президентські праймериз в Джорджії перенесли з 24 березня на 19 травня; 9 квітня всі праймериз знову перенесли на 9 червня.
16 березня держсекретар штату Майкл Адамс оголосив, що праймериз у Кентуккі буде перенесено з 19 травня на 23 червня, а губернатор Майк Девайн відклав праймеріз в Огайо, незважаючи на юридичні проблеми. 19 березня губернатор Нед Ламонт переніс праймериз в Коннектикуті від Демократичної партії з 28 квітня на 2 червня. 20 березня губернатор Індіани Ерік Голкомб, держсекретар Конні Лоусон, керівник республіканців у штаті Кайл Хапфер і керівник демократів у штаті Джон Зоді оголосили, що праймериз в Індіані перенесено з 5 травня на 2 червня.
21 березня губернатор Ванда Васкес Гарсед перенесла праймериз у Пуерто-Рико з 29 березня на 26 квітня. Демократична партія Аляски скасувала особисте голосування на праймериз президентських виборів і продовжила час голосування поштою до 10 квітня. Губернатор Джон Карні переніс президентські праймериз у штаті Делавер з 28 квітня на 2 червня. Демократична партія Гаваїв скасувала особисте голосування на праймериз президентських виборів і перенесла їх з 4 квітня орієнтовно на травень. Губернатор штату Джина Раймондо відклала президентські праймериз у Род-Айленді вимогу виборчої комісії з 28 квітня до 2 червня. 27 березня губернатор Том Вольф підписав прийнятий законодавчим органом штату закон про перенесення праймериз у Пенсільванії з 28 квітня на 2 червня. 28 березня губернатор Ендрю Куомо оголосив на прес-конференції, що президентські праймериз в Нью-Йорку будуть перенесені з 28 квітня на 23 червня. 8 квітня губернатор Філ Мерфі підписав розпорядження про перенесення праймериз, запланованих на 2 червня, на 7 липня.
30 березня Демократична партія Канзасу оголосила, що праймериз у штаті будуть проводитися лише шляхом голосування поштою, а губернатор Бред Літтл і державний секретар Лоуренс Денні повідомили, що праймериз в Айдахо також будуть повністю проводитися шляхом голосування поштою. 1 квітня губернатор Джим Джастіс підписав розпорядження про перенесення праймериз у Західній Вірджинії з 12 травня на 9 червня.
Виборчі дільниці у Флориді, Огайо, Іллінойсі та Аризоні, які були розташовані в будинках для людей похилого віку, були перенесені, а також були прийняті інші заходи безпеки. Керівники місцевих виборчих штабів у Меріленді попросили перенести праймериз у штаті з використання бюлетенів для голосування лише поштою, а колишній заступник міністра фінансів Мері Дж. Міллер попросила губернатора Ларрі Гогана перейти на голосування поштою.

##### Загальні вибори
У жовтні 2020 року редактори журналу «New England Journal of Medicine» одноголосно опублікували безпрецедентну редакційну статтю, у якій закликали до програшу тодішнього американського керівництва на листопадових виборах, написавши, що «країни були змушені зробити важкий вибір щодо того, як реагувати. Сполучені Штати, наші лідери провалили це випробування. Вони отримали кризу і перетворили її на трагедію». Науковий журнал «Science Advances» також опублікував дослідження, яке показало, що «штати з більшою кількістю смертей від COVID-19 мали меншу ймовірність підтримати кандидатів від Республіканської партії».
У листопаді 2020 року діючий президент Дональд Трамп програв колишньому віцепрезиденту Джо Байдену на виборах, на яких домінував вплив COVID-19 на всі аспекти американського життя.

#### Вибори у штатах

##### Передвиборча кампанія
34 кандидати від Демократичної та Республіканської партії в Нью-Йорку підписали петицію з проханням до губернатора Ендрю Куомо зменшити або скасувати кількість підписів під петицією на праймериз, щоб запобігти поширенню хвороби або зараженню вірусом під час збору підписів. 14 березня 2020 року Куомо зменшив вимогу щодо підписів до 30 % від звичайного ліміту та переніс кінцевий термін з 2 квітня на 17 березня.
26 березня Партія зелених заявила, що пандемія не дозволить незалежним кандидатам з'явитися на виборах, якщо вимоги до подання петицій не будуть зменшені.

##### Виборчий процес
11 березня 2020 року Демократична партія Мічигану скасувала з'їзд у штаті, який був запланований на 21 березня. Республіканська та Демократична партії Юти скасували свої з'їзди в штаті, а Об'єднана партія Юта замінила свої партійні зібрання та з'їзд віртуальними зустрічами.
16 березня губернатор Техасу Грег Ебботт оголосив про перенесення позачергових виборів до 14 округу Сенату штату Техас з 2 травня на 14 липня. 20 березня виборча комісія штату Північна Кароліна оголосила, що другий тур праймериз від республіканців для 11-го округу Північної Кароліни буде відкладено на 23 червня, а губернатор Міссісіпі Тейт Рівз оголосив, що другий тур праймериз для республіканців у 2-му окрузі до конгресу буде відкладено і перенесено на 23 червня. 23 березня позачергові вибори до Палати представників і Сенату штату Массачусетс були відкладені.
15 березня губернатор Південної Кароліни Генрі Макмастер відклав усі окружні та муніципальні вибори в березні та квітні на період після 1 травня. 18 березня губернатор Алабами Кей Айві відклав другий тур праймериз штату з 31 березня на 14 липня, губернатор Міссурі Майк Парсон відклав місцеві вибори з 7 квітня на 2 червня, а державний секретар Пол Зіріакс оголосив, що муніципалітети можуть перенести вибори з 7 квітня на пізніші дати. 24 березня держсекретар Барбара Сегавске та представники 17 округів штату Невада оголосили, що червневі праймериз у штаті Невада будуть проводитися виключно через бюлетені для голосування поштою. Державний секретар Айови Пол Пейт збільшив період відкріпного голосування на червневих праймериз у штаті, а також відклав позачергові вибори в 3 округах.

##### Вісконсин
У Вісконсині, який є хитким штатом, з губернатором-демократом і законодавчим органом під контролем республіканців, 7 квітня відбулися вибори до Верховного суду штату, федеральні праймериз як від Демократичної, так і від Республіканської партій, а також кілька інших судових і місцевих виборів відбулися за розкладом. Через пандемію щонайменше 15 інших штатів США скасували або перенесли заплановані вибори чи праймеріз у час виборів у Вісконсині. Оскільки Вісконсин сам бореться з епідемією на території штату, законодавці-демократи штату зробили кілька спроб відкласти вибори в штаті, але їм завадили законодавці-республіканці. Губернатор Тоні Іверс скликав спеціальну сесію законодавчого органу Вісконсина 4 квітня, але контрольовані республіканцями Асамблея та Сенат завершили свої сесії протягом сімнадцяти секунд. У спільній заяві після цього спікер асамблеї штату Вісконсін Робін Вос і лідер більшості в Сенаті Скотт Фіцджеральд розкритикували Іверса за спробу відкласти вибори, за те, що він не скликав спеціальну сесію раніше, і за те, що він змінив свою попередню позицію щодо збереження дати виборів.
6 квітня Іверс спробував перенести вибори виконавчим розпорядженням, але ця споба була заблокована Верховним судом Вісконсина. Того ж дня Верховний суд США заблокував окрему спробу продовжити термін відправлення відкріпних талонів. Єдиною значною поступкою було те, що відкріпні талони, поштові штампи яких відзначені до 7 квітня о 20:00, прийматимуть до 13 квітня. Проте місцеві засоби масової інформації повідомили, що багато виборців не отримали запитані відкріпні талони до дня виборів або через соціальне дистанціювання не змогли виконати вимогу закону щодо отримання підпису свідка.
Рішення законодавців не відкладати вибори різко розкритикувала редакція місцевого «Milwaukee Journal-Sentinel», яка раніше підтримала екс-губернатора-республіканця Скотта Вокера. Видання назвало вибори «найбільш недемократичними в історії штату». «The New York Times» охарактеризувала вибори як «майже напевно названі нелегітимними», додавши, що нездатність законодавців штату дійти згоди щодо перенесення виборів була «епічним і передбачуваним провалом». Газета розмістила політичне маневрування як частину іншої глави в «десятилітті запеклих міжпартійних суперечок, під час яких [республіканці штату] клінічно атакували та знищували демократичні інститути штату, починаючи з організованої праці та продовжуючи законами про голосування, що значно ускладнювало голосування бідним і темношкірим жителів міст». Республіканці вважали, що проведення виборів 7 квітня, у час, коли міські райони, орієнтовані на демократів, сильно постраждали від пандемії, допоможе забезпечити їм політичні переваги, разом із консервативною більшістю у Верховному суді Вісконсина (через наявність обраного судді Деніела Келлі).
Коли вибори відбулися 7 квітня, доступ до легкого особистого голосування значною мірою залежав від місця проживання виборців. У менших або більш сільських громадах, які, як правило, більш білі та голосують за республіканців, було повідомлено про декілька проблем. У більш урбанізованих районах пандемія змусила закрити та об'єднати багато виборчих дільниць по всьому штату, незважаючи на використання 2500 військовослужбовців Національної гвардії для боротьби з гострою нестачею працівників дільниць. Найбільше наслідки були відчутні в Мілвокі, найбільшому місті штату з найбільшою кількістю меншин і центрі пандемії штату. Міська влада змогла відкрити лише 5 із 180 виборчих дільниць через брак майже 1000 працівників. Як наслідок, повідомлялося про довгі черги, де деякі виборці чекали до 2,5 годин у дощ. Ці черги значно більше вплинули на чисельне латиноамериканське та афроамериканське населення Мілвокі; останнє вже непропорційно постраждало від пандемії, склавши майже половину задокументованих випадків у Вісконсині та більше половини смертельних випадків на момент проведення голосування. Однак ще до завершення виборів комісар Мілвокі з виборів Ніл Альбрехт сказав, що незважаючи на деякі проблеми, особисте голосування пройшло гладко.
Подібні проблеми із закриттям виборчих дільниць і довгими чергами спостерігалися в Вокеші, де була відкрита лише одна виборча дільниця для міста з населенням 70 тисяч жителів, і в Грин-Бей, де лише 17 працівників дільниць із 270 змогли працювати. Інші міста змогли зберегти черги набагато коротшими, включаючи столицю штату Медісон, де відкрилися близько двох третин звичайних виборчих дільниць, і Епплтон, де відкрилися всі звичайні 15 дільниць.
Виборцям у всьому штаті рекомендували дотримуватися соціальної дистанції, носити маски для обличчя та брати з собою ручки. Спікер асамблеї штату Вос виконував обов'язки виборчого інспектора під час особистого голосування 7 квітня. Одягнувши засоби індивідуального захисту, схожі на медичні, він сказав журналістам, що вийти на вулицю та проголосувати було «неймовірно безпечно», додавши, що виборці зіткнулися з «мінімальним впливом».

### Венесуела
Комітет виборчих кандидатів, відповідальний за призначення нової Національної виборчої ради Венесуели, оголосив, що призупиняє свої засідання на невизначений термін через пандемію.